# 完顏斡賽
完顏斡賽（?—?），又作完顏斡塞,为金朝皇族，金太祖、金太宗的弟弟。
完颜盈歌为首领时，纥石烈部纳根涅掠夺苏滨水部民。他率军杀死纳根涅，安抚苏滨水部。1104年，辅助完顏斡帶治理苏滨水诸部。1106年，高丽杀女真使臣，在曷懒甸修筑九城。完顏斡賽率军十队，大败高丽军，高丽请和，退出九城戍卫军。完顏斡賽在金国历封郑王、卫王，金熙宗皇统五年（1145年），追封卫国王。

## 传記資料
- 《金史》